# 1940 dans le catholicisme
Chronologie du catholicisme
- 1936
- 1937
- 1938
- 1939
- 1940
- 1941
- 1942
- 1943
- 1944

Cet article présente les faits marquants de l'année 1940 dans le catholicisme.

## Évènements
- 2 mai : canonisation de Gemma Galgani et Marie-Euphrasie Pelletier par le pape Pie XII.
- 12 mai : béatification de Rose-Philippine Duchesne.
- 9 juin : béatification d'Émilie de Rodat.
- 25 août : baptême d'Aron Lustiger, venu du judaïsme, qui deviendra archevêque de Paris et cardinal (Jean-Marie Lustiger).

## Naissances
- 6 janvier : Claude Gilliot, prêtre dominicain et islamologue français († 15 mars 2025)
- 13 janvier : Diego Causero, prélat capucin italien, diplomate du Saint-Siège et archevêque titulaire de Meta (de) puis de Gradum (de)
- 15 janvier : Vladimír Filo, prélat slovaque, évêque de Rožňava († 18 août 2015)
- 17 janvier : Nersès Bédros XIX Tarmouni, prélat égyptien, Patriarche de Cilicie des Arméniens († 25 juin 2015)
- 23 janvier : Yves Patenôtre, prélat français, archevêque de Sens-Auxerre et prélat de la Mission de France
- 26 janvier : Claude Schockert, prélat français, évêque de Belfort-Montbéliard
- 7 février : Jean-Charles Descubes, prélat français, archevêque de Rouen
- 9 février : François Brossier, prêtre, bibliste, théologien et enseignant français († 20 août 2018)
- 13 février : André Dupuy, prélat français, diplomate du Saint-Siège et archevêque titulaire de Selsea (de)
- 22 février : Philippe Gueudet, prêtre, vicaire général de Créteil et liturgiste français († 8 avril 2015)
- 25 février : 
  - Bechara Boutros Rahi, cardinal libanais, patriarche maronite d'Antioche et de tout l'Orient
  - Philippe Rolland, prêtre, exégète et auteur français († 2 février 2017)
- 6 mars : Giovanni Giudici, prélat italien, évêque auxiliaire de Milan et évêque titulaire d'Usula (de) († 18 janvier 2024)
- 7 mars : Alejandro Goić, prélat chilien, évêque de Rancagua
- 8 mars : Richard Williamson, prélat traditionaliste, complotiste et négationniste britannique († 29 janvier 2025)
- 24 mars : François Blondel, prélat français, évêque de Viviers
- 17 avril : Agostino Vallini, cardinal italien de la Curie, précédemment archevêque titulaire de Tortibulum
- 20 avril : Antonio Mattiazzo, prélat italien, archevêque-évêque de Padoue, précédemment diplomate du Saint-Siège et archevêque titulaire de Virunum (de)
- 28 avril : Antoine Ntalou, prélat camerounais, archevêque de Garoua
- 1er mai : Felipe Arizmendi Esquivel, cardinal mexicain, évêque de San Cristóbal de Las Casas
- 6 mai : André Léonard, prélat belge, archevêque de Malines-Bruxelles et primat de Belgique
- 12 mai : Louis Pelâtre, prélat et missionnaire français, vicaire apostolique d'Istanbul et évêque titulaire de Sasime
- 20 mai : 
  - Claude Dagens, prélat français, évêque d'Angoulême, membre de l'Académie française
  - Norbert Werbs, prélat allemand, évêque auxiliaire de Hambourg et évêque titulaire d'Amaura (de) († 3 janvier 2023)
- 31 mai : 
  - Harry Entwistle, évêque anglican australien devenu prêtre catholique, ordinaire de l'Ordinariat personnel de Notre-Dame de la Croix du Sud
  - Pierre Farine, prélat suisse, évêque auxiliaire de Lausanne, Genève et Fribourg et évêque titulaire de Tragurium (de)
  - Gilbert Louis, prélat français, évêque de Châlons-en-Champagne
- 1er juin : Bernard Housset, prélat français, évêque de La Rochelle
- 21 juin : Notker Wolf, moine bénédictin et musicien allemand, abbé-primat de la confédération bénédictine († 2 avril 2024)
- 12 juillet : Guillermo José Garlatti, prélat argentin, archevêque de Bahía Blanca
- 19 juillet : Daniel J. Harrington, prêtre jésuite, enseignant et écrivain américain († 7 février 2014)
- 22 juillet : Emery Kabongo Kanundowi, prélat congolais, archevêque-évêque de Luebo
- 9 août : Laurent Fabre, prêtre jésuite, fondateur puis supérieur de la Communauté du Chemin Neuf
- 11 août : Edward Slattery, prélat américain, évêque de Tulsa († 13 septembre 2024)
- 23 août : 
  - Paulino Lukudu Loro, prélat sud-soudanais, archevêque de Djouba († 5 avril 2021)
  - Jean-Paul Mathieu, prélat français, évêque de Saint-Dié
- 27 août : Enrico Feroci, cardinal italien, précédemment archevêque titulaire de Cures Sabinorum (de)
- 29 août : Heinrich Mussinghoff, prélat allemand, évêque d'Aix-la-Chapelle
- 28 septembre : Michel Remaud, prêtre français, spécialiste du judaïsme et des relations judéo-chrétiennes († 23 mai 2021)
- 29 septembre : Lorenzo Baldisseri, cardinal italien de la Curie, précédemment diplomate du Saint-Siège et archevêque titulaire de Diocletiana (de)
- 12 octobre : Silvano Tomasi, cardinal italien, diplomate du Saint-Siège, archevêque titulaire de Cercina (de) puis d'Acelum (de)
- 19 octobre : 
  - Juan Carlos Maccarone, prélat argentin, évêque de Santiago del Estero, démissionnaire après la révélation de son homosexualité († 29 mars 2015)
  - Jean-Louis Plouffe, prélat canadien, évêque de Sault-Sainte-Marie
- 23 octobre : Fouad Twal, prélat jordanien, patriarche latin de Jérusalem
- 26 octobre : José María Arancedo, prélat argentin, archevêque de Santa Fe de la Vera Cruz
- 5 novembre : Laurent Akran Mandjo, prélat ivoirien, évêque de Yopougon († 25 août 2020)
- 11 novembre : Livio Fanzaga, prêtre, journaliste et écrivain italien
- 12 novembre : Donald Wuerl, cardinal américain, archevêque de Washington
- 17 novembre : Gérard Coliche, prélat français, évêque auxiliaire de Lille et évêque titulaire d'Alet
- 28 novembre : Claude Rault, prélat et missionnaire français en Algérie, évêque de Laghouat
- 5 décembre : Albert Vanbuel, prélat salésien et missionnaire belge, évêque de Kaga-Bandoro
- 9 décembre : Bienheureuse Leonella Sgorbati, religieuse, missionnaire en Afrique, infirmière et martyre italienne († 17 septembre 2006)
- 11 décembre : René Dersoir, prêtre français, aumônier national de la Fédération sportive et culturelle de France
- Date précise inconnue : 
  - Jean-Pierre Lémonon, prêtre, théologien, exégète et auteur français
  - Peter Wilkinson, prélat canadien, évêque anglican devenu prêtre catholique

## Décès
- 11 janvier : Bienheureux François Rogaczewski, prêtre et martyr polonais du nazisme (° 23 décembre 1892)
- 19 janvier : Marie-Louise Martin, sœur de sainte Thérèse de Lisieux (° 22 février 1860)
- 30 janvier : 
  - Pierre-Célestin Cézerac, prélat français, archevêque d'Albi (° 1er mai 1856)
  - Gustave-Lazare Garnier, prélat français, évêque de Luçon (° 1er avril 1857)
  - Justí Guitart i Vilardebó, prélat espagnol, évêque d'Urgell, co-prince d'Andorre (° 16 décembre 1875)
- 31 janvier : Bienheureuse Candelaria de San José, religieuse carmélite vénézuélienne, fondatrice des Carmélites de Mère Candelaria (° 11 août 1863)
- 8 février : Paul Wattson, prêtre épiscopalien devenu prêtre catholique américain, fondateur des Franciscains de l'Atonement (° 16 janvier 1863)
- 10 février : Paulin Ladeuze, prélat et théologien belge, recteur de l'UCLouvain (° 3 juillet 1870)
- 12 février : Hyacinthe-Jean Chassagnon, prélat français, évêque d'Autun, précédemment évêque auxiliaire de Lyon et évêque titulaire de Modra (de) (° 10 février 1864)
- 16 février : Isidore Dumortier, prélat et missionnaire français, vicaire apostolique de Saïgon et évêque titulaire de Lipara (de) (° 4 novembre 1866)
- 18 février : Paul Joüon, prêtre jésuite, hébraïsant et auteur français (° 6 février 1871)
- 22 février : Albert Willimsky, prêtre allemand, opposant au nazisme mort à Sachsenhausen (° 29 décembre 1890)
- 24 février : Bienheureuse Ascensión Nicol Goñi, religieuse espagnole, cofondatrice des Sœurs missionnaires dominicaines du Saint-Rosaire (° 14 mars 1868)
- 12 mars : Saint Louis Orione, prêtre italien, fondateur de la Petite œuvre de la divine providence et les Petites Sœurs missionnaires de la charité (° 23 juin 1872)
- 22 mars : 
  - Bienheureux Marian Górecki, prêtre et martyr polonais du nazisme (° 2 mai 1903)
  - Bienheureux Bronisław Komorowski, religieux, militant politique et martyr polonais du nazisme (° 25 mai 1889)
- 23 avril : Marie Joseph Butler, religieuse irlandaise (° 22 juillet 1860)
- 7 avril : Bernard J. Quinn, prêtre américain, protecteur des afro-américains, serviteur de Dieu (° 1888)
- 9 avril : Jean Verdier, cardinal français, archevêque de Paris (° 19 février 1864)
- 22 mai : Guillaume Forbes, prélat canadien, archevêque d'Ottawa (° 10 août 1865)
- 30 mai : 
  - Daniel Joëssel, prêtre français, soldat mort durant la Seconde Guerre mondiale (° 15 juillet 1908)
  - Bienheureux Otto Neururer, prêtre autrichien martyr du nazisme (° 25 mai 1882)
- 5 juin : Matthias Spanlang, prêtre autrichien, résistant au nazisme mort en déportation (° 20 février 1887)
- 6 juin : 
  - Hugolinus Dörr, prêtre, missionnaire et opposant au nazisme allemand (° 24 juillet 1895)
  - Bienheureux Innocent Guz, prêtre et martyr polonais du nazisme (° 18 mars 1890)
- 24 juin : Vincent Lebbe, prêtre lazariste et missionnaire belge en Chine, serviteur de Dieu (° 19 août 1877)
- 18 août : Louis Bethléem, prêtre et auteur français (° 7 avril 1869)
- 22 août : Isidro Gomá y Tomás, cardinal espagnol, archevêque de Tolède (° 19 août 1869)
- 31 août : Georges Gauthier, prélat canadien, archevêque de Montréal (° 9 octobre 1871)
- 4 septembre : Georges Jansoone, prélat français, évêque auxiliaire de Lille et évêque titulaire de Nilopolis (de) (° 4 juin 1858)
- 23 septembre : Albert Ehrhard, prêtre, théologien et historien allemand (° 14 mars 1862)
- 29 octobre : Celestino Endrici, prélat italien, archevêque de Trente (° 14 mars 1866)
- 9 novembre : Pierre Duchaussois, prêtre, missionnaire et auteur français (° 4 août 1878)
- 20 novembre : Henri de Genouillac, prêtre, épigraphiste et archéologue français, spécialiste en assyriologie (° 15 mars 1881)
- 8 décembre : Louis Pinck, prêtre, folkloriste et collecteur français de chants traditionnels de la Lorraine allemande (° 11 juillet 1873)
- 10 décembre : Bienheureuse Maria Emilia Riquelme y Zayas, religieuse espagnole, fondatrice des Sœurs missionnaires du Saint Sacrement et de Marie Immaculée (° 5 août 1847)